# 守山アニキ
守山 アニキ（もりやま あにき、1967年 - ）は、東京都出身のパチンコライター、タレント。

## 略歴・人物
- 大学卒業後、1991年よりゴルフメーカーに就職。
- 高校で教鞭をとっていた事もある。
- 1994年に、生来のパチンコ好きが高じ脱サラ。このころ守山有人と出会う。
- 1995年にパチプロに転向し、茨城県に移住。
- 1998年から守山有人と行動を共にし、「守山」姓を名乗りTV・雑誌等メディアで活動開始。ペンネーム守山アニキの名付け親は、有名パチンコライターの安田一彦。
- 1999年、サンダースケルトンの「稲妻昇天打法」を編み出し、オリ攻準大賞受賞。
- 2001年に大崎一万発、谷村ひとし等が出題者を務めたテレビ東京のパチンコ王決定戦に出場、3位入賞。
- 2003年からスカパー!のパチンコ・パチスロ専門チャンネル等で冠番組を持つ。
- 2008年、主監修DVD・ムック本を出版。

## 出演

### テレビ
- パチンコ激闘伝!実戦守山塾（全日本「パチンコ・パチスロ」情報局! → MONDO21、2003年10月 - ）
- 守山有人の十萬円旅打ち生活（パチンコ★パチスロTV!、2004年10月‐）
- 守山アニキと銀田まいのパチンコねるねる大作戦（パチ・スロ サイトセブンTV、2013年4月 - ）
- ヤマモリぎんだま（パチ・スロ サイトセブンTV、2010年10月 - 2013年4月）
- 旬台 守山ブラザーっす (パチンコ★パチスロTV!)
- 勝利のDNA（パチ・スロ サイトセブンTV、2009年4月 - 2010年9月）

### DVD
- 実戦・守山塾～守山アニキの必勝十ヵ条～（ナノキューブ、2008年4月）
- パチンコ激闘伝!実戦守山塾（コアマガジン、2008年7月 - ）※季刊ムック